# Hägendorf
Hägendorf este o comună din cantonul Solothurn, Elveția.

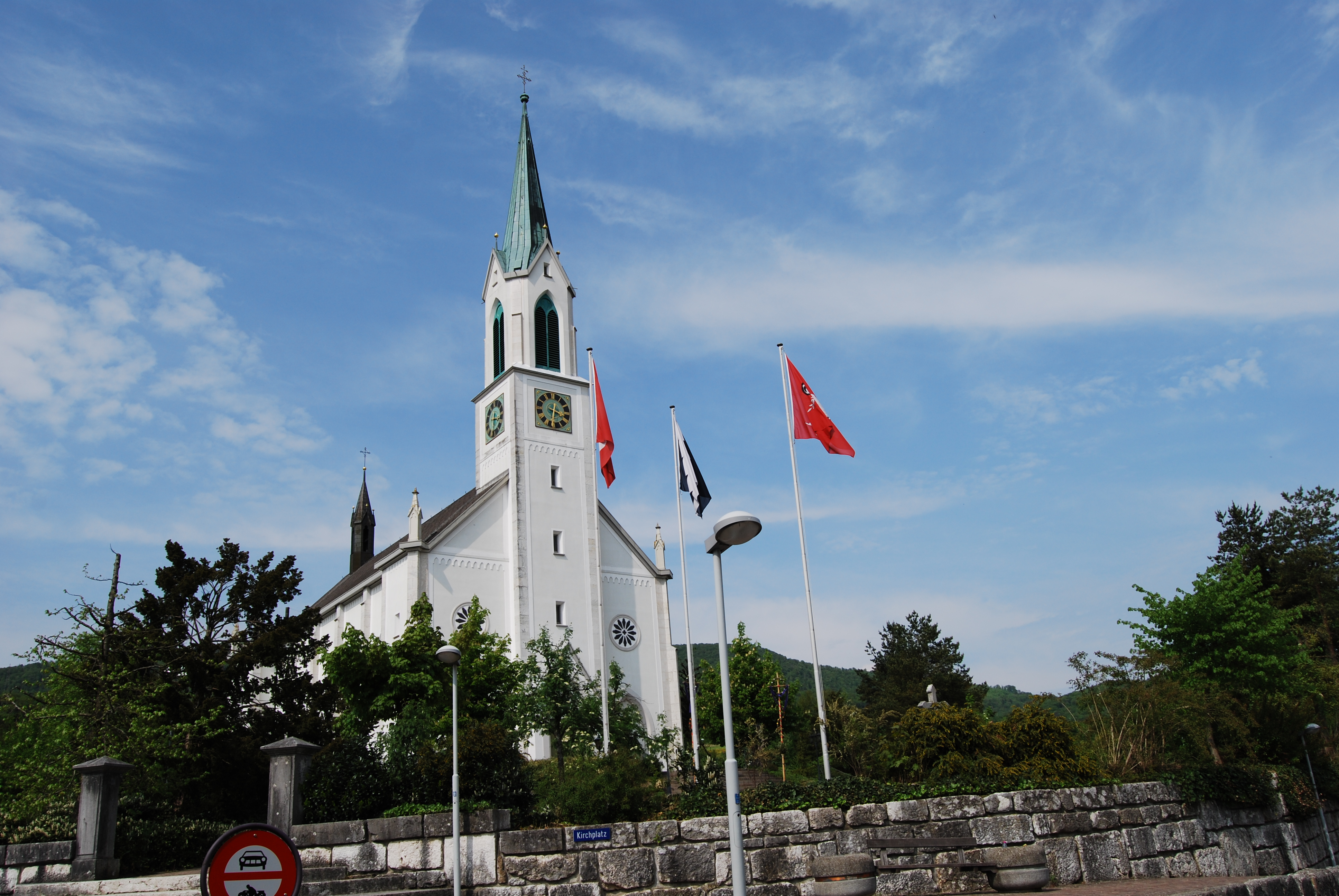
Hägendorf